# デルタフォース (ゲーム)
『デルタフォース』（Delta Force）は、アメリカ陸軍第1特殊作戦部隊デルタ分遣隊、通称デルタフォースを題材にしたNovaLogicのFPSコンピュータゲームである。1998年11月1日に第1作がリリースされて以降シリーズとして続編が製作され続けており、2009年7月にはシリーズ最新作となる「Angel Falls」がリリースされると報じられていた。TiMi Studiosによりリブート作がリリースされる予定。

## 概要
シリーズ全作品に共通してシングルプレイヤーモードとマルチプレイヤーモードがある。
シングルプレイヤーモードでは、インストール時にストーリーに沿った一定数のシナリオが用意されており、プレイヤーは1人でこれを遊ぶことが出来る。シナリオは追加パックなどを導入することで増やすことも出来る。
マルチプレイヤーモードでは、NovaLogicのゲームサーバーに接続することでマルチプレイヤーゲームがプレイ出来る。マルチプレイヤーモードでは自分が部屋を立ててゲームのステージ、武器設定、ゲームタイプなどを選べる他、他人が立てている部屋に入室して遊ぶことも出来る。
また、デモ版として無償の機能限定版が公開されており、デモ版専用のマルチプレイを行うことが出来る他、装備その他も外観や威力などをMODファイルを変更することで変えることが出来、変更ツールなどが公開されている。
ゲームタイトルは発売後も修正パッチとしてさまざまなバグの修正パッチがリリースされており、付属の正規アップデートまたはアップデートファイルの直接ダウンロードによってバージョンをアップデートすることが可能となっている。

## シリーズ作品
1. デルタフォース
シリーズ第1作。1998年11月1日発売。
2. デルタフォース2
シリーズ第2作。1999年11月3日発売。
3. デルタフォース ランドウォーリア
シリーズ第3作。2000年12月1日発売。
4. デルタフォース タスクフォース・ダガー
2002年発売。
5. デルタフォース アーバン・ウォーフェア
PlayStation用。2002年6月1日発売。
6. デルタフォース ブラックホークダウン
同名の映画を題材にしたタイトル。
7. デルタフォース ブラックホークダウン - チーム・セイバー[6]
ブラックホークダウンの拡張パック。2004年2月27日発売[7]。
8. デルタフォース エクストリーム
デルタフォース第1作目のリメイク。2005年4月発売。
9. デルタフォース Angel Falls
2009年7月発売が予定されていた[1]。2023年現在続報が無くNovaLogicの閉鎖によりベーパーウェアとされている。
10. デルタフォース
2024年に基本無料で配信予定のデルタフォースシリーズのリブート作(後述)。当初は「デルタフォース ホークオプス(Hawk Ops)」としてリリース予定だった[2][8]。